# Messe pour la prospérité de la France

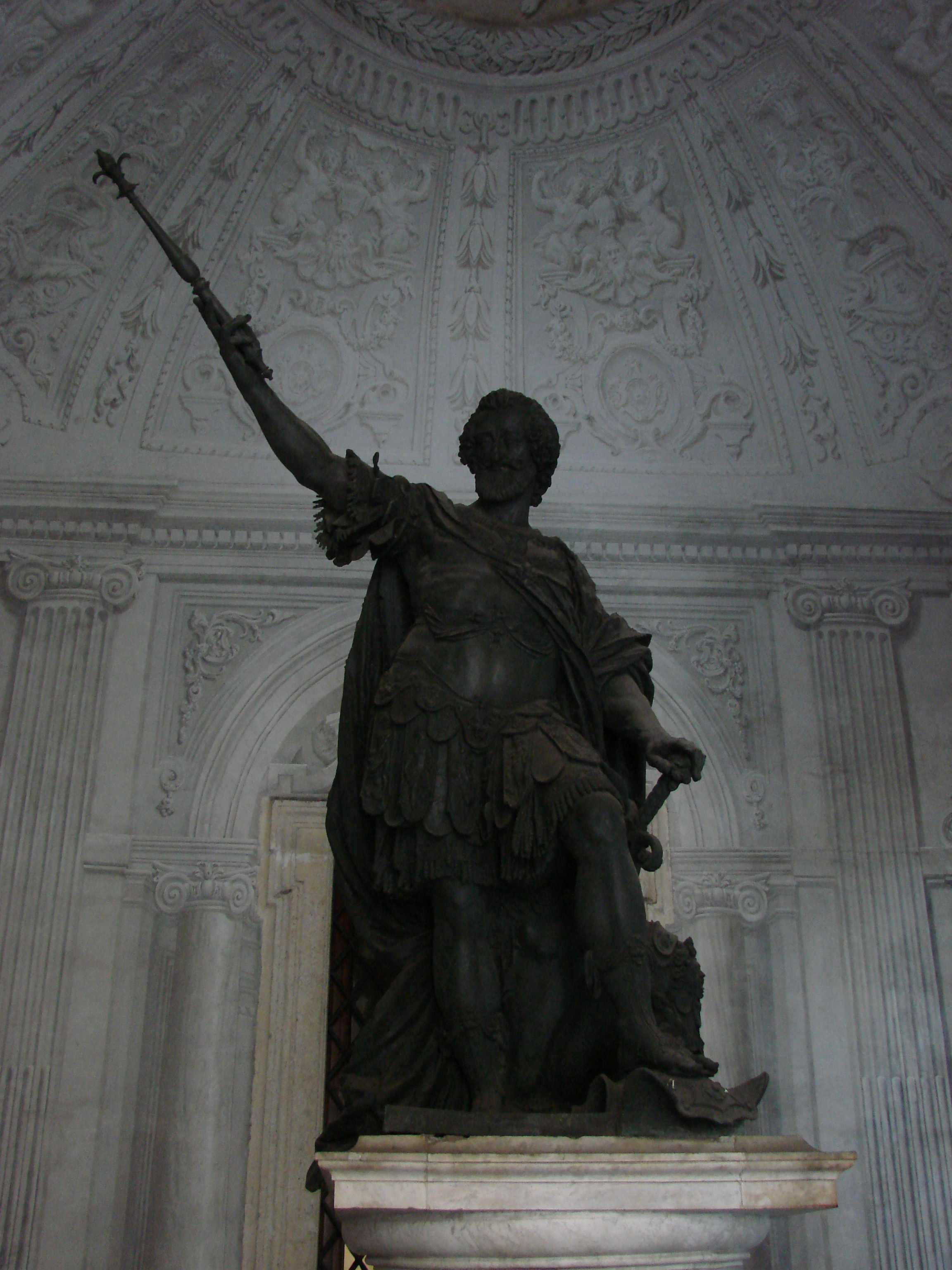
Statue de bronze d'Henri IV en imperator, sculptée en 1608 par Nicolas Cordier, sous le portique du transept droit de la basilique.

Chaque année depuis 1604, aux alentours du 13 décembre, une messe pour la prospérité de la France (« pro felici ac prospero statu Galliae ») est célébrée en la basilique Saint-Jean-de-Latran par le cardinal-vicaire de Rome.

## Histoire
La messe pour la prospérité de la France est célébrée chaque année autour du 13 décembre, jour de la Sainte-Lucie et jour anniversaire de la naissance du roi de France Henri IV (1589-1610). Cette messe annuelle est née de la reprise du dialogue entre le royaume de France et le Saint-Siège après les guerres de religion, en 1604.
Henri IV avait confirmé le chapitre du Latran dans des droits qu'il détenait sur l'abbaye de Clairac, en Guyenne, lui permettant de percevoir les revenus qui lui étaient dus. En échange, Henri IV s’était vu remettre le titre de « premier et unique chanoine d'honneur » de la basilique,. Depuis, le titre de chanoine de Latran s'est transmis à chaque chef de l'État français, même après la fin de la monarchie. Aujourd'hui encore, le président de la République reçoit de plein droit ce titre, qu'il peut officiellement accepter s'il le souhaite ; Emmanuel Macron s'est rendu au Latran pour recevoir ce titre le 26 juin 2018.